# Hersilia
För andra betydelser, se Hersilia (olika betydelser).
Hersilia eller Hora Quirini var i romersk mytologi en förnäm sabinska som var gift med Hostilius. Hon var en av de kvinnor som deltog i den fest i Rom som slutade i det så kallade "sabinskornas bortrövande". Hon var också en av dem som senare stiftade fred. Enligt en legend var kung Tullus Hostilius hennes sonson.
Enligt en annan legend gifte sig Hersilia med Romulus och då denne under namnet Quirinus blev upptagen bland gudarna dyrkades hon som hans gemål med namnet Hora Quirini.